# مئير توبيانسكي

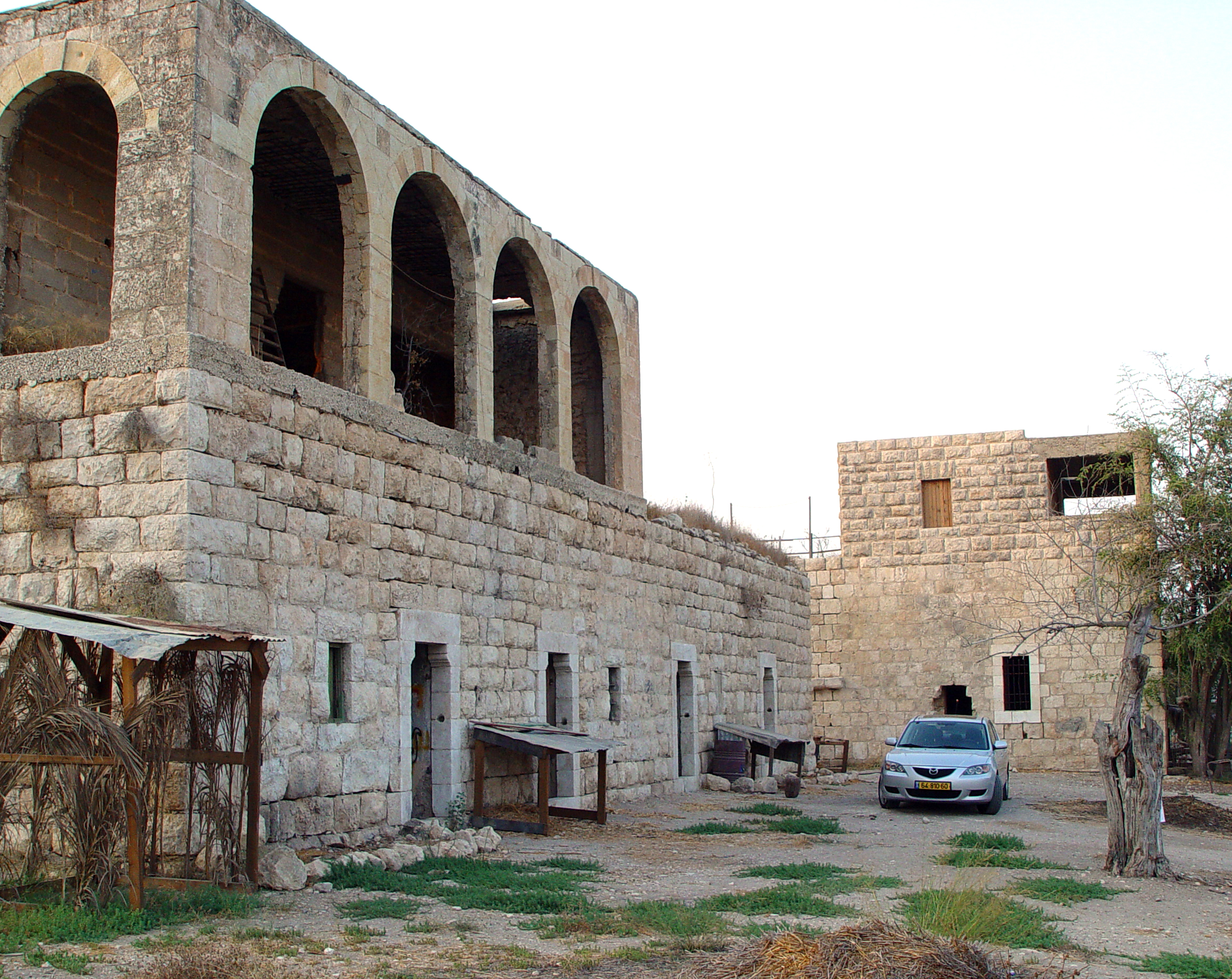
هذا مكان تم اعدامه رمياً بالرصاص.

مئير توبيانسكي (بالعبرية: מאיר טוביאנסקי) ، من مواليد 20 مايو عام 1904 ، وأعدم بتاريخ 30 يونيو 1948م، وهو ضابط إسرائيلي معروف، عمل سابقاً للجيش البريطاني في فلسطين، وفي بداية حرب عام 1948م، ألقي القبض عليه من قبل العصابات الإسرائيلية وأتهمه بأنه أشتبه بتجسسه على القدس الشرقية ليمرر المعلومات للجيش العربي الأردني، وأعدم في إحدى قرى اللطرون التي أحتلها الإسرائيليون.